# Turac de Lady Ross
El turac de Lady Ross (Musophaga rossae / Tauraco rossae) és una espècie d'ocell de la família dels musofàgids (Musophagidae) que habita boscos principalment a l'Àfrica central.

## Descripció
Aquesta espècie té molt poc dimorfisme sexual, ja que tant els mascles com les femelles tenen el mateix to blau intens amb corones i plomes de vol vermelles. Les femelles poden tenir el bec lleugerament més groc-verdosos, mentre que els mascles sempre és groc brillant, i tots dos tenen un escut al front que s'eixampla fins a un taronja mitjà. Les ales són rodones i curtes, ideals per a ràfegues curtes de vol a gran velocitat. Les potes són negres amb tres dits orientats cap endavant; amb un quart dit semizigodàctil, cosa que els converteix en habitants àgils del dosser. La mida pot variar de 38 a 45 cm i pesar menys de mig quilo. Es consideren ocells molt robustos que poden viure de 8 a 20 anys. Les fonts sobre la vida útil tendeixen a variar.

## Hàbitat
Aquest ocell es troba principalment en boscos oberts i hàbitats de ribera a Angola, Botswana, Burundi, Camerun, República Centreafricana, República Democràtica del Congo, Gabon, Kenya, Ruanda, Sudan del Sud, Tanzània, Uganda i Zàmbia. Generalment, eviten les zones densament boscoses i la població es manté constant malgrat l'amenaça de destrucció de l'hàbitat a causa de l'expansió agrícola. Aquests ocells no són migratoris i rarament viatgen lluny del lloc de naixement, però ho faran si el menjar no és abundant a la zona on són.

## Dieta
Aquests ocells són majoritàriament frugívors, consumint principalment fruits, flors i llavors de plantes silvestres i cultivades. Són coneguts per ser un dels majors propagadors de llavors de la regió. També mengen petits insectes com tèrmits i caragols; especialment durant l'època de cria. El nom de família (Musophagidae) en realitat significa "menjador de plàtans", que és un nom incorrecte, perquè rarament es desplacen cap als plataners o plàtans. En realitat, prefereixen les figues. A causa de l'estil d'alimentació oportunista, es considera plaga a la majoria de les zones perquè poden destruir fàcilment cultius i jardins.

## Reproducció
Els turacs de Lady Ross formen parelles reproductores monògames que comparteixen les tasques d'incubació i alimentació. Ponen de 2 a 3 ous que desclouen després d'uns vint-i-cinc dies. Després passen de 4 a 7 setmanes més niant amb els pares abans de volar. Curiosament, la majoria es tornen independents abans de poder volar, optant per enfilar-se a la capçada del bosc. Arriben a la maduresa sexual després d'un any i romanen a prop dels pares en grups familiars extensos de fins a trenta individus. Els membres del grup sovint ajuden a criar els pollets d'altres membres del grup, sobretot quan la femella és mare per primera vegada. Se sap que aquestes ocells es tornen més territorials durant la temporada de cria, especialment amb ocells depredadors o desconeguts.

## Captivitat
És força comú en captivitat, tot i que no tan comú com el seu parent més proper, el turac violaci (Musophaga violacea). La dieta dels zoològics sovint consisteixen en "taronges, pomes, mangos, peres, papaies, plàtans i pellets de dieta per a ocells tous". Aquests ocells es desenvolupen força bé en captivitat, ja que prefereixen enfilar-se abans que volar, per la qual cosa requereixen menys espai a l'aviari. Són ocells resistents i es reprodueixen amb força facilitat, i viuen més temps en comparació amb els individus salvatges. De vegades es tenen com a mascotes, tot i que són potencialment difícils de trobar. Si els pollets no es crien a partir de pares captius, poden provenir de fonts qüestionables o dubtoses. A més, és probable que qualsevol ocell capturat en estat salvatge estigui infectat amb paràsits o malalties, i generalment no respondrà bé a la interacció humana. Al contrari, els ocells criats en captivitat s'acostumaran naturalment a la cura i la presència humana, i naixeran amb una resistència innata i una personalitat més amable.
El turac de Lady Ross es troba internacionalment en zoològics i jardins botànics, populars tant entre els visitants com entre els cuidadors, a causa dels colors vius, resistència i disposició tranquil·la.

## Taxonomia
L'espècie va ser descrita científicament per l'ornitòleg anglés John Gould el 1852.
Importants autoritats taxonòmiques, basant-se en les investigacions de Veron & Winney (2000) i Dickinson & Christidis (2013), van desplaçar les dues espècies al gènere Tauraco (tauraco rossae i t. violaceus). Tanmateix, les últimes investigacions basades en estudis de la seqüència mitocondrial i de l'ADN fan que HBW / Birds of the World les mantingui en Musophaga:
No es coneixen subespècies.